# Okrąglik (Bieszczady)
Okrąglik (słow. Kruhliak, ok. 1106 m n.p.m., inne źródło 1101 m n.p.m.) – szczyt w paśmie granicznym Bieszczadów Zachodnich. Położony jest w Polsce, ale tuż przy granicy ze Słowacją. Podawana na mapach wysokość 1101 odnosi się do węzła szlaków, który leży na granicy, jednak poniżej szczytu. Jest zwornikiem dla biegnącego na północny zachód, w stronę Cisnej, grzbietu Jasła. Kilkaset metrów na południowy wschód od szczytu znajduje się ponadto drugi zwornik, gdzie rozpoczyna się grzbiet kulminujący w Fereczatej.
Z rzadkich w Polsce gatunków roślin na Okrągliku stwierdzono występowanie ciemiernika czerwonawego.
Okrąglik jest niekiedy przywoływany z powodu dość tajemniczej katastrofy lotniczej samolotu bojowego w czasie II wojny światowej.

## Piesze szlaki turystyczne
czerwony Główny Szlak Beskidzki:
- ze wsi Smerek 3.15 h (↓ 2.30 h)
- z Jasła 0.30 h (z powrotem 0.30 h), z Cisnej 4 h (↓ 3 h)

 niebieski Biała – Grybów:
- z Przełęczy nad Roztokami Górnymi 1.40 h (↓ 1 h)
- z Riabiej Skały 3.30 h (z powr. 3.30 h)